# دي. جونز
دي. جونز (بالإنجليزية: D. G. Jones)‏ (و. 1929 – 2016 م) هو لغوي، ومترجم، من كندا، توفي عن عمر يناهز 87 عاماً.

## التعليم
تعلم في جامعة كوينز.